# Anisocanthon villosus
Anisocanthon villosus är en skalbaggsart som beskrevs av Edgar von Harold 1868. Anisocanthon villosus ingår i släktet Anisocanthon och familjen bladhorningar. Inga underarter finns listade i Catalogue of Life.